# جیانگشی
جیانگشی (چینی ساده: 僵尸; چینی سنتی: 殭屍; ماندارین پین‌یین: jiāngshī; جیوت‌پینگ: goeng1 si1) به‌عنوان یک خون‌آشام پرنده چینی شناخته می‌شود و نوعی جسد زنده شده در افسانه‌ها و فولکلور چینی است. یک جسد با لباس‌های رسمی از سلسله چینگ به تصویر کشیده می‌شود و با پریدن با دست‌های دراز به اطراف حرکت می‌کند. موجودات زنده را در شب می‌کشد تا چی یا «نیروی حیات» آن‌ها را جذب کند، و در روز، در تابوت استراحت می‌کند یا در مکان‌های تاریک مانند غارها پنهان می‌شود. داستان‌های جیانگشی الهام‌بخش ژانری از فیلم‌ها و ادبیات جیانگشی در هنگ‌کنگ و شرق آسیا هستند. اگرچه تلفظ جیانگشی در کشورهای مختلف آسیای شرقی متفاوت است، اما همه آن‌ها به نسخه چینی خون‌آشام‌ها اشاره دارند.